# 三道堰镇
三道堰镇，是中华人民共和国四川省成都市郫都区下辖的一个乡镇级行政单位。2019年12月，撤销古城镇，将其所属行政区域划归三道堰镇管辖，三道堰镇人民政府驻汀沙街69号。

## 行政区划
三道堰镇下辖以下地区：
古堰社区、八步村、三埝村、程家船村、青塔村、青杠树村和秦家庙村。

## 交通
- 成灌铁路；三道堰站